# Diana Wiszniowa
Diana Wiktorowna Wiszniowa (ros. Диана Викторовна Вишнёва, ur. 13 lipca 1976 w Leningradzie) – rosyjska baletnica, primabalerina w Teatrze Maryjskim w Rosji i American Ballet Theatre w Stanach Zjednoczonych.
Naukę tańca rozpoczęła w wieku sześciu lat w studiu choreograficznym w Pałacu Pionierów.
Następnie została przyjęta do Akademii Baletu im. Agrypiny Waganowej. Jej pierwszym nauczycielem była L. W. Bielskaja, a podczas ostatnich lat nauki L. W. Kowaljowa. Szkołę ukończyła z najlepszym wynikiem w historii uczelni. Po zdobyciu dyplomu w roku 1995, dołączyła do zespołu w Teatrze Maryjskim. Rok później została tam primabaleriną. Od 2003 związana również z nowojorskim American Ballet Theatre.

## Odtwarzane role (wybór)
Występowała na deskach następujących teatrów: La Scali, Grand Opera, Royal Opera House, Metropolitan Opera, American Ballet Theatre, Paris Opera Ballet, Covent Garden i Teatru Bolszoj.
Repertuar Wiszniowej obejmuje m.in. role klasyczne w takich inscenizacjach jak: Don Kichot (jako Kitri), Romeo i Julia (Julia), La Bayadère (Nikiya), Śpiąca królewna (Aurora), Jezioro łabędzie (Odetta-Odylia) i Giselle (Giselle). Występowała także w dziełach współczesnych choreografów.
Występowała również podczas ceremonii otwarcia Zimowych Igrzysk Olimpijskich 2014 w Soczi.

## Nagrody i wyróżnienia

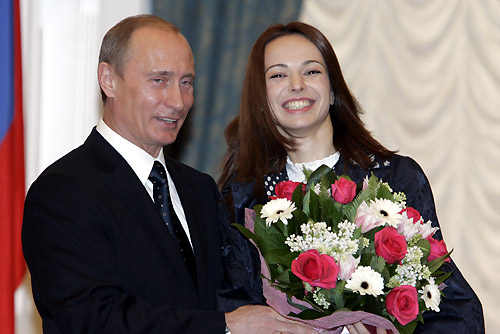
Diana Wiszniowa podczas odbierania tytułu Ludowej Artystki Federacji Rosyjskiej, 22 lutego 2007, na zdjęciu z prezydentem Federacji Rosyjskiej Władimirem Putinem

Otrzymała wiele nagród, tytułów i odznaczeń, m.in.:
- 1994 – Grand Prix i Złoty Medal na międzynarodowym konkursie baletowym w Lozannie
- 2002 – Dancer of the Year („Najlepsza Tancerka Europy”)[2] – nagroda przyznana przez magazyn „Dance Europe”.

W 2007 otrzymała z rąk prezydenta Federacji Rosyjskiej tytuł Ludowej Artystki Federacji Rosyjskiej. Rok później Wiszniowa dołączyła do Honorowego Zarządu organizacji Russian Children's Welfare Society (RCWS).

## Inspiracje dla filmu
Niektóre wydarzenia z życia i kariery baletowej Diany Wiszniowej zostały przedstawione w filmie Czarny łabędź, jako sceny z życia głównej bohaterki – baleriny Niny Sayers. Wymieniana jest np. scena, w której Nina wychodzi na scenę ociekając krwią i tańczy mimo poważnego zranienia się za kulisami ostrym przedmiotem. Taka sytuacja miała miejsce w Metropolitan Opera podczas spektaklu Romeo i Julia z główną partią Wiszniowej.
Diana Wiszniowa dostała propozycję zagrania roli Niny Sayers w filmie, jednak zrezygnowała ze względu na inne zobowiązania.